# Cerritos, San Luis Potosí
Cerritos är en ort i Mexiko.   Den ligger i kommunen Cerritos och delstaten San Luis Potosí, i den centrala delen av landet, 400 km norr om huvudstaden Mexico City. Cerritos ligger 1 145 meter över havet och antalet invånare är 13 453.
Terrängen runt Cerritos är kuperad åt nordväst, men åt sydost är den platt. Runt Cerritos är det glesbefolkat, med 16 invånare per kvadratkilometer. Cerritos är det största samhället i trakten. Trakten runt Cerritos består i huvudsak av gräsmarker.